# Klädesholmen
Klädesholmen ist ein Ort (tätort) in der westschwedischen Provinz Västra Götalands län und der historischen Provinz Bohuslän. Der Ort liegt in der Gemeinde Tjörn auf der gleichnamigen Insel Tjörn.

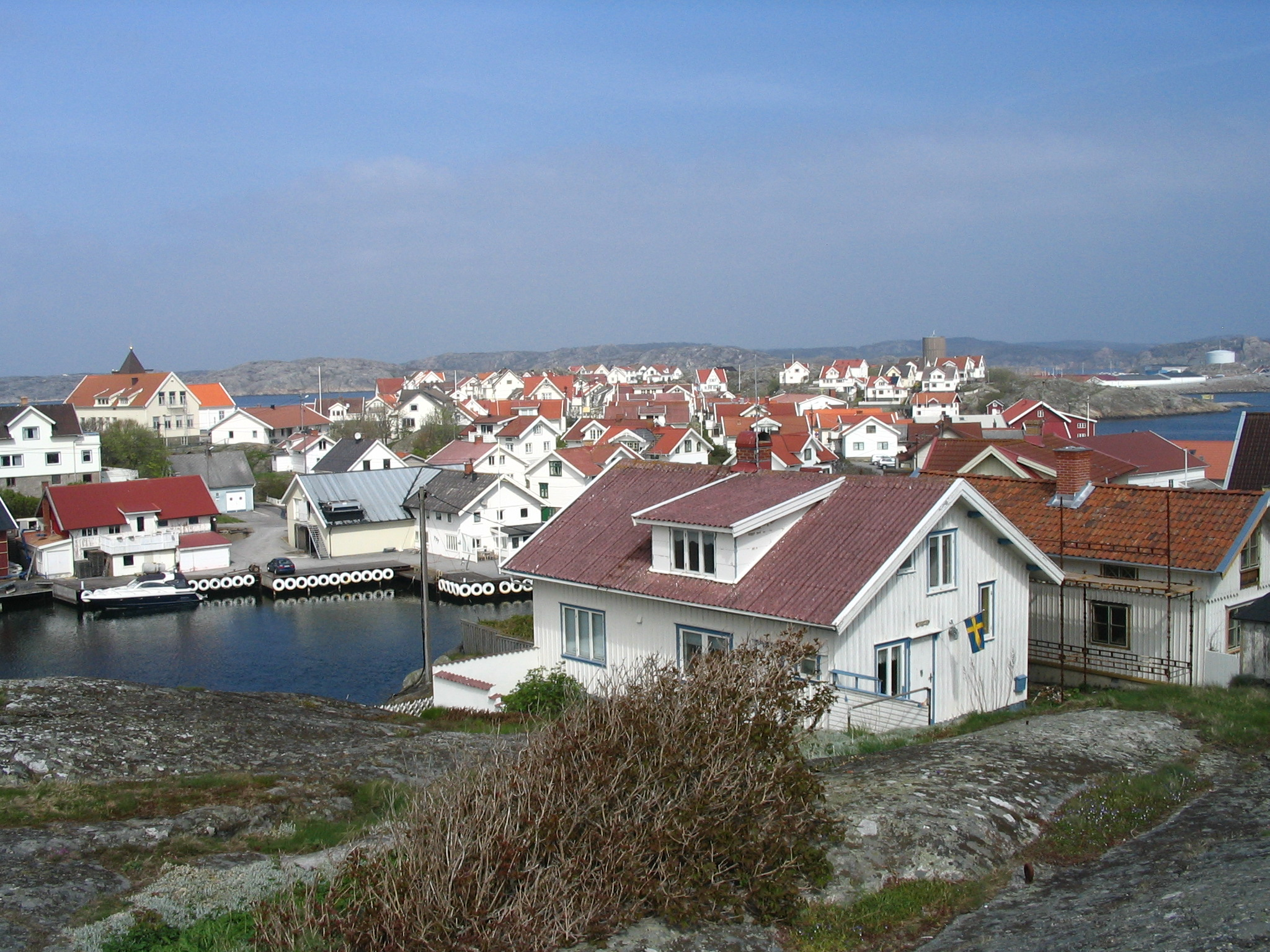
Klädesholmen
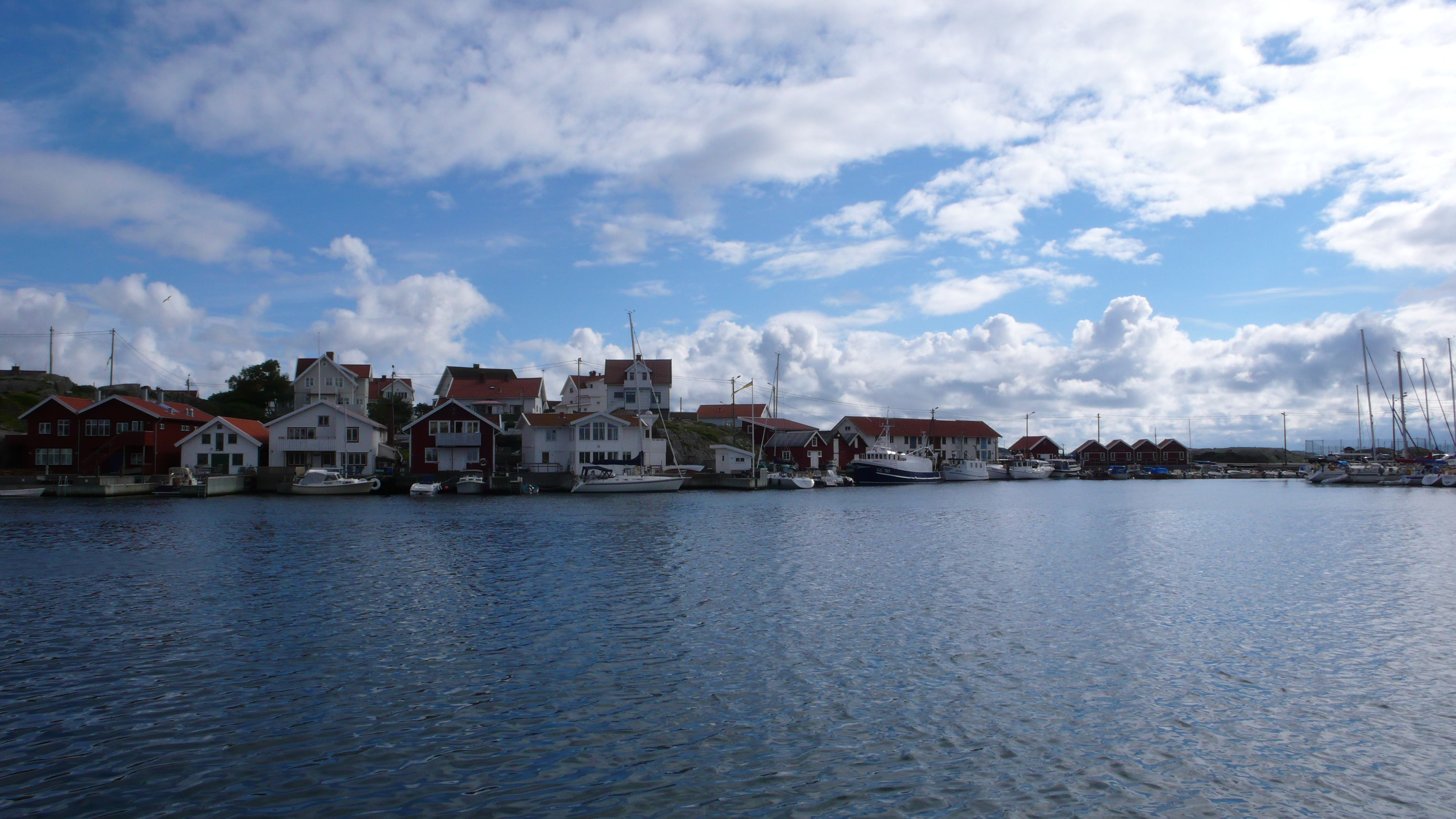
Der Hafen von Klädesholmen